# Železniční nehoda na Lyonském nádraží v Paříži

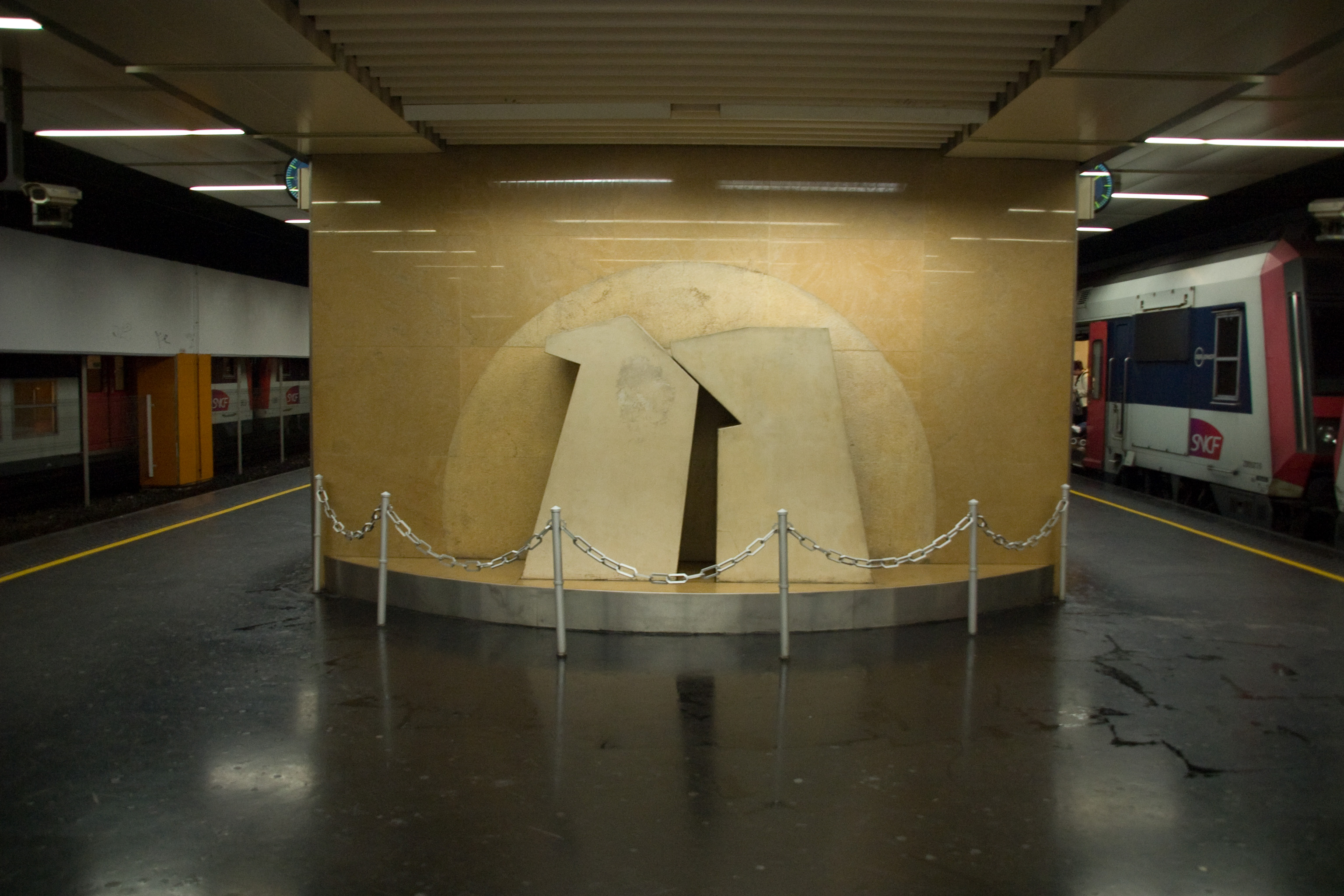
Pomník obětem na nástupišti

Železniční nehoda na Lyonském nádraží v Paříži je vlakové neštěstí, ke kterému došlo v 19 hodin 10 minut 27. června 1988 v podzemní části Lyonského nádraží v Paříži. Vlak z Melunu na Corbeil-Essonnes na lince RER D, jedoucí rychlostí zhruba 70 km/h, narazil do stojícího plně obsazeného vlaku směřujícího do Melunu. Při nehodě zahynulo 56 osob (včetně strojvedoucího stojícího vlaku) a 57 jich bylo zraněno. Jedná se o nejvážnější železniční nehodu v regionu Île-de-France společnosti SNCF od jejího založení v roce 1938.

## Průběh nehody
Nehodě předcházelo použití záchranné brzdy několik kilometrů před Lyonským nádražím, kterou použila cestující, aby mohla vystoupit na stanici Vert de Maisons. Vlak zde již po přechodu na letní jízdní řád nezastavoval, což nevěděla. Aby nedorazila pozdě, použila tento neobvyklý způsob zastavení. Když se strojvedoucí snažil brzdy vrátit do normálního stavu, uzavřel omylem brzdový ventil. Protože se vlak nechtěl rozjet, vypustil i zbytek vzduchu, čímž vyřadil z provozu brzdy v posledních sedmi z osmi vozů vlaku. Aby dohnal zpoždění, strojvedoucí následně zvýšil rychlost vlaku. Kvůli zpoždění byl rovněž požádán řídicím střediskem, aby nezastavoval na předposlední stanici v Maisons-Alfort, ale jel přímo do Paříže. Protože si všiml selhání brzdového systému až před příjezdem na nádraží, mohl vlak zbrzdit pouze s jedinou funkční brzdou na zhruba 45 km/h. Přitom zapomněl na elektrodynamickou brzdu, která se u tohoto typu soupravy obvykle nepoužívala. Při informování výpravčího o situaci zapomněl také udat své jméno a číslo vlaku, a následně spustil poplach na trati v okruhu 10 kilometrů. Spuštění poplachu znemožnilo identifikaci vlaku, neboť všichni ostatní strojvedoucí museli okamžitě zastavit své vlaky, a dotazovali se řídicího střediska, co se stalo. Kromě toho to znamenalo, že návěsti všech návěstidel byla změněna na „Stůj“, a že předprogramování výhybek, které mělo v případě nehody umožnit vlaku projet po volné koleji, bylo vymazáno. Vlak kvůli podélnému klesání dráhy před nádražím opět zrychlil na více než 70 km/h, a na staniční koleji se srazil se stojícím vlakem opačného směru. Tento vlak měl rovněž zpoždění a byl plně obsazen, především první vůz, který stál hned u schodiště. Při srážce bylo 56 osob usmrceno a téměř stejný počet těžce zraněn. Personál a cestující z neovladatelného vlaku se shromáždili v zadní části soupravy, takže vyvázli jen s lehkými zraněními. Strojvedoucí stojícího vlaku André Tanguy, který viděl přijíždět vlak, zachránil mnoho cestujících tím, že až do okamžiku nárazu nabádal cestující vlakovým rozhlasem k urychlenému opuštění soupravy. Sám při srážce zahynul.

## Podíly viny
Při vyšetřování byly nalezeny chyby jednotlivých účastníků:
- Strojvedoucí: největší chybou bylo jeho jednání ve stanici Vert de Maisons, dále opomenutí existence záložního brzdného systému, a že se při hlášení problému neidentifikoval, takže nebylo možné správně nastavit výhybky.
- Dispečeři: Měli udělat maximum pro to, aby „splašený“ vlak odklonili do bezpečí, leč nepodařilo se jej ani identifikovat, tím pádem jej nebylo možné ani odklonit. V situaci, kdy se zjistilo, o jaký vlak se jedná, bylo už příliš pozdě.
- Vlakvedoucí stojícího vlaku: jeho pozdní příchod k vlaku způsobil zpoždění soupravy, do které pak nastoupilo více cestujících než obvykle.

## Soudní proces
Při soudním procesu, který se konal koncem roku 1992, byl strojvůdce odsouzen ke čtyřem rokům vězení a vlakvedoucí stojícího vlaku k šesti měsícům podmíněně, potrestáni byli i dispečeři. Den po vynesení rozsudku většina strojvůdců a revizorů SNCF vstoupila do jednodenní stávky, což pobouřilo rodiny obětí a části pasažérů. Při odvolacím procesu, který se konal v roce 1993, byly některé tresty sníženy, neboť bylo prokázáno, že brzdové ventily užívané na vlacích SNCF neodpovídaly normám.